# 女房は生きていた
『女房は生きていた』（にょうぼうはいきていた、Move Over, Darling）は、ドリス・デイ、ジェームズ・ガーナー、ポリー・バーゲン主演、マイケル・ゴードン監督による1963年のコメディ映画。この作品は、スクリューボール・コメディの形をとりアイリーン・ダン、ケーリー・グラント、ゲイル・パトリックが主演した1940年の映画『ママのご帰還 (My Favorite Wife)』のリメイクである。両作品の間に、『Something's Got to Give』（日本語では本作と同じく『女房は生きていた』と称される）が、ジョージ・キューカー監督、マリリン・モンロー、ディーン・マーティン主演で1962年に撮影に入ったが、未完成に終わった。
この作品は、1964年のロイヤル・フィルム・パフォーマンス（イギリス王室の御前上映会）に選ばれ、同年2月24日のイギリスでのプレミア上映には、エディンバラ公が臨席した。

## あらすじ
ジェニー (Jenny) とディディ (Didi) というふたりの幼い娘たちの母親であるエレン・ワグスタッフ・アーデン（Ellen Wagstaff Arden：ドリス・デイ）は、飛行機事故のために海上で行方不明なった。夫ニック・アーデン（Nick Arden：ジェームズ・ガーナー）は、この事故を生き延びた。
妻を捜し続けて5年経ち、ニックは新しい人生に踏み出す決心をし、失踪宣告によって妻が死亡したものとして、その日のうちにビアンカ（Biance：ポリー・バーゲン）と結婚しようとする。しかし、エレンは生きていた。救助された彼女は、ニックが失踪宣告の手続きをしようというその日に戻って来た。事の次第に、打ち拉がれてしまったエレンだったが、義母グレイス（Grace：セルマ・リッター）から、まだニックとビアンカの新婚旅行は始まっていないと知らされ、ほっとする。
エレンと対面したニックは、ビアンカとの関係を清算する決心をするが、その後、エレンが救出されるまでずっと孤島で、ハンサムなスポーツマン、スティーヴン・バーケット（Stephen Burkett：チャック・コナーズ）と一緒に過ごしており、互いに「アダム」、「イヴ」と呼びあっていたと知らされる。
ニックの母は、息子を重婚の疑いで逮捕させ、関係者全員が、その日はやくにニックとビアンカを結婚させた判事の前に集められる。ビアンカとエレンは、それぞれ相手とニックとの離婚を要求し、判事はふたりを退廷させる。ビアンカはニックに別れを告げ、エレンは怒ってその場を飛び出していくが、ニックとの婚姻が継続していると確認され、再び生きている者として扱われることが宣告される。エレンはニックの家へ帰るが、子どもたちが自分のことを覚えているか不安になる。子どもたちはエレンを歓迎し、ニックも彼女の帰還を歓迎する。

## キャスト
- ドリス・デイ - エレン・ワグスタッフ・アーデン（吹替：楠トシエ）
- ジェームズ・ガーナー - ニック・アーデン（吹替：羽佐間道夫）
- ポリー・バーゲン - ビアンカ・スティール・アーデン（吹替：増山江威子）
- セルマ・リッター - グレイス・アーデン
- フレッド・クラーク（英語版） - コッド氏
- ドン・ノッツ - シュー・クラーク
- チャック・コナーズ - 「アダム」ことスティーヴン・バーケット
- エドガー・ブキャナン（英語版） - ブライソン判事
- ジョン・アスティン - クライド・プローキー
- パット・ハリントン・Jr.（英語版） - 州検察官
- マックス・ショーウォルター（英語版） - ホテルの受付係

※日本語吹替：テレビ版・初回放送1974年9月22日『日曜洋画劇場』

## 制作の背景
この映画の脚本は、レオ・マッケリーとサミュエル・アンド・ベラ・スピワックによる1940年の映画『ママのご帰還』の脚本を下敷きに、アーノルド・シュルマン、ナナリー・ジョンソン、ウォルター・バーンステインの3人が初期の草稿を作成し、それを最終的にハル・カンターとジャック・シャーが仕上げたものである。1940年の映画については、作中でもエレンがビアンカにマッサージをする場面で言及されている。ストーリーは、アルフレッド・テニスンの1864年の物語詩「イノック・アーデン (Enoch Arden)」を喜劇的に作り直したものであり、主人公夫妻の姓アーデンもそこに由来している。この作品は、テニスン卿のこの詩を基にした7作品目の映画である。
この映画は、もともとはマリリン・モンローのカムバック作として、『Something's Got to Give』という仮題の下で制作されていた。ニック・アーデン役は、当初ジェームズ・ガーナーを想定していたものの、ガーナーが『大脱走』の撮影に時間をとられていたため、ディーン・マーティンが起用され、監督はジョージ・キューカーであった。しかし、モンローは撮影現場に姿を見せないこともしばしばで、制作の初期段階で降板させられ、彼女が登場する使用可能な映像は30分ほどしか撮影されなかった。制作者側は、モンローの代役にリー・レミックを立てて撮影を続行しようとしたが、マーティンはモンロー以外の相手では演じないと言い張った。結局、モンローが復帰することとなったが、撮影を再開する前に彼女は死んでしまい、この作品は結局完成することはなかった。映画を完成できず、また既に相当額の投資を制作やセットの建設に費やしていた20世紀フォックスは、このプロジェクトを継続する決定を下し、タイトルを改め、監督をマイケル・ゴードンに交代させ、新たなキャストで本作を制作した。キャストのうちキューカー監督の『Something's Got to Give』と共通しているのはグレイス・アーデンを演じたセルマ・リッターだけである。
ジェームズ・ガーナーは、マッサージの場面で、バーゲンからデイを引き離そうとする演技の際に、誤ってデイの肋骨を骨折させてしまった。翌日の撮影で、デイに腕を回した際に包帯が巻かれていることに気づくまで、ガーナーは何が起こったのかまったく気づいていなかった。
この作品では、先行したキューカー監督版に使われたアーデン邸の内部や、セットとして組まれた「外部」が流用されたが、このセットはビバリーヒルズのコーデル・ドライブ (Cordell Drive) 9166番地に実在したキューカーの自宅を基にしたものであった。しかし、ゴードン監督のバージョンでロケーション撮影されたアーデン邸は、3マイル（およそ5km）ほど西にあるホルムビー・ヒルズのサウス・メイプルトン・ドライブ (South Mapleton Drive) 377番地で撮影された。映画に撮影された新古典主義建築の家は、後に巨大なイタリアネイト建築に建て替えられた。
ドリス・デイが出演する場面の撮影では、彼女が洗車機を車で通る場面が最後に撮影されたが、これは、洗剤の化学物質が彼女の皮膚に何らかの影響を引き起こすことを虞れてのことであった。制作者側がデイにこの意図を説明したのは、この場面の撮影が、何の問題もなく無事終了した後のことで、その後はこの逸話が映画の宣伝にも使われた。
この映画は、合衆国内では12,705,882ドルの興行成績を残し、1963年の映画の中では最もヒットした作品のひとつとなり、『クレオパトラ』に巨費を投じていた20世紀フォックスを支える一助となった。合衆国内の劇場への貸与料 (theatrical rentals) は600万ドルに達した。

## サウンドトラックのおもな曲
- "Move Over, Darling" – 作詞・作曲はジョー・ルービン (Joe Lubin)、ハル・カンター（英語版）と、デイの息子テリー・メルチャーの共作で、編曲はジャック・ニッチェ。歌ったのはドリス・デイとコーラスで、コーラスは西海岸のセッション歌唱グループの代表格だったダーレン・ラヴ、ファニタ・ジェームズ (Fanita James)、ジーン・キング (Jean King) のブロッサムズであり、映画の冒頭のタイトル・クレジットの部分と、終幕のBGMとして使われている。この曲は、1964年にデイの歌唱で、1983年にはトレイシー・ウルマンの歌唱により、それぞれ全英シングルチャートの8位まで上昇した。
- 「婚礼の合唱」- リヒャルト・ワーグナー『ローエングリン』（1850年初演）より：ニックとビアンカが、新婚旅行先のホテルに到着した場面で流れる。
- 「夢見る人」- スティーブン・フォスター作詞・作曲。エレンの追悼式の場面でBGMとして流れる。
- "Twinkle Lullaby" – 作詞・作曲はジョー・ルービン。エレン（ドリス・デイ）が子どもたちに歌う。